# Meta Sudans
Meta Sudans era uma grande fonte monumental em formato cônico da Roma Antiga. O nome significa "meta que transpira". Uma "meta" era um objeto cônico alto que ficava nas duas extremidades da espina central de um circo e que servia para marcar o ponto de curva para as carruagens numa corrida. A Meta Sudans tinha o mesmo formato e servia a um propósito similar, pois marcava o ponto de virada de um triunfo romano, que naquele ponto virava à esquerda a partir da Via Triunfal, que seguia ao longo da face leste do Palatino, para entrar na Via Sacra, que atravessava o Fórum Romano na direção do Capitólio.

## História

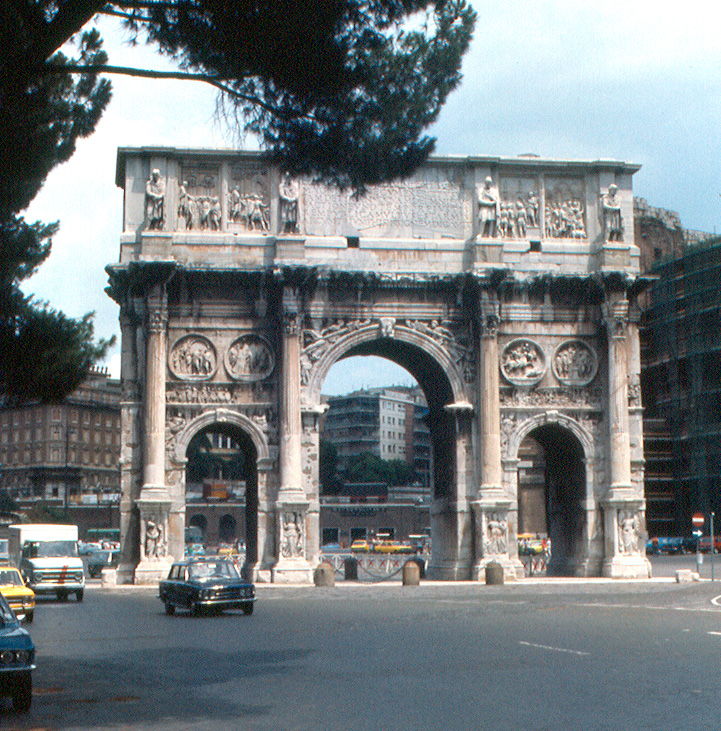
Região na década de 1970. A Meta Sudans estava abaixo do nível da rua.

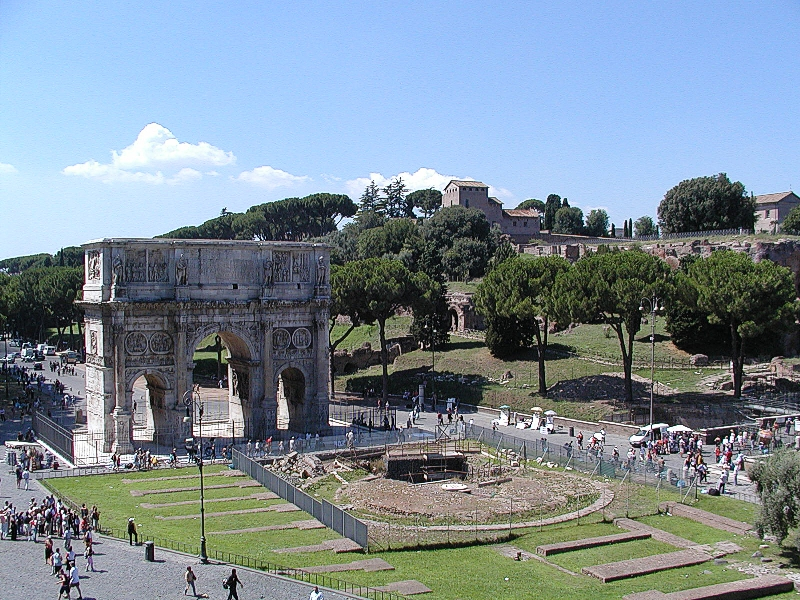
Região hoje evidenciando as escavações no local.

A Meta Sudans foi construída entre 89 e 96 durante o reinado de imperadores da dinastia flaviana, poucos anos depois da construção do vizinho Coliseu, e ficava entre ele e o Templo de Vênus e Roma, perto do local onde muito mais tarde seria construído o Arco de Constantino. O local era um ponto de conjunção de quatro regiões da Roma Antiga: as regiões I, III, IV e X (talvez também a II).
Ela foi construída de tijolos com um miolo de concreto e revestida de mármore. Aparentemente a Meta Sudans "suava" a água ao invés de espirrá-la pelo topo como era comum em outras fontes. Isto pode significar que a água escorria lentamente do topo ou que saía de pequenos orifícios nas laterais. Estima-se que o monumento tivesse 17 metros de altura e, no século XX, o miolo de concreto ainda tinha mais de 9 metros de altura. A piscina à sua volta tinha 16 metros de diâmetro e 1,6 metro de profundidade.
A fonte foi danificada ainda na Alta Idade Média, pois já aparece em ruínas nas primeiras vistas conhecidas do Coliseu. Fotos do final do século XIX mostram uma pilha cônica de tijolos perto do Arco de Constantino. Ela sobreviveu até 1936, quando Benito Mussolini ordenou sua demolição para permitir a construção de um anel viário à volta do Coliseu. Uma placa comemorativa foi colocada no lugar. Apesar de a estrutura acima do nível do solo tenha se perdido, sua fundação foi depois escavada novamente, o que revelou uma extensa sub-estrutura. Depois de outra escavação entre 1997 e 1998, o anel viário foi fechado e a área se tornou um distrito pedestre.